# استیگ سولندر
استیگ سولندر (انگلیسی: Stig Sollander; ۲۵ ژوئن ۱۹۲۶ – ۱۲ دسامبر ۲۰۱۹) ورزشکار اسکی آلپاین اهل سوئد بود.
وی در مسابقات کشوری و بین‌المللی در مجموع برندهٔ ۳ مدال برنز شده‌است.